# Nage en eau libre aux championnats du monde de natation 2013
Navigation
Shanghai 2011 Kazan 2015
Sept épreuves de nage en eau libre sont disputées dans le cadre des Championnats du monde de natation 2013 organisés à Barcelone (Espagne). Elles se déroulent du 20 au 27 juillet 2013 sur le site de la plage du vieux port de Barcelone (eau de mer).

## Délégations
45 délégations sont représentées dans les épreuves de nage en eau libre des Championnats du monde 2013.
| - Afrique du Sud - Allemagne - Argentine - Australie - Belgique - Bolivie - Brésil - Bulgarie - Canada - Chili - Chine - Costa Rica - Croatie - Égypte - Équateur | - Espagne - États-Unis - France - Grèce - Guatemala - Hong Kong - Hongrie - Inde - Indonésie - Irlande - Israël - Italie - Îles Cook - Japon - Kazakhstan | - Malaisie - Mexique - Nouvelle-Zélande - Palestine - Pays-Bas - Portugal - République tchèque - Royaume-Uni - Russie - Soudan - Suisse - Syrie - Tunisie - Ukraine - Venezuela |

## Programme
Tous les horaires correspondent à l'UTC+2
| Date            | Heure | Course           |
| --------------- | ----- | ---------------- |
| 20 juillet 2013 | 10:00 | 5 km femmes      |
| 20 juillet 2013 | 13:00 | 5 km hommes      |
| 22 juillet 2013 | 12:00 | 10 km hommes     |
| 23 juillet 2013 | 12:00 | 10 km femmes     |
| 25 juillet 2013 | 12:00 | 5 km par équipes |
| 27 juillet 2013 | 08:00 | 25 km hommes     |
| 27 juillet 2013 | 08:15 | 25 km femmes     |

## Résultats détaillés

### 5 km
| Rang | Nom                    | Pays             | Temps / Écart |
| ---- | ---------------------- | ---------------- | ------------- |
| 1    | Haley Anderson         | États-Unis       | 56 min 34 s 2 |
| 2    | Poliana Okimoto Cintra | Brésil           | + 0,2 s       |
| 3    | Ana Marcela Cunha      | Brésil           | + 10,5 s      |
| 4    | Kalliopi Araouzou      | Grèce            | + 11,1 s      |
| 5    | Isabelle Härle         | Allemagne        | + 12,0 s      |
| 5    | Cara Baker             | Nouvelle-Zélande | + 12,0 s      |
| 7    | Martina Grimaldi       | Italie           | + 12,1 s      |
| 8    | Rebecca Wilke Mann     | États-Unis       | + 12,2 s      |
| 9    | Aurélie Muller         | France           | + 12,3 s      |
| 10   | Rachele Bruni          | Italie           | + 13,9 s      |

| Rang | Nom                           | Pays           | Temps / Écart |
| ---- | ----------------------------- | -------------- | ------------- |
| 1    | Oussama Mellouli              | Tunisie        | 53 min 30 s 4 |
| 2    | Eric Hedlin                   | Canada         | + 1,2 s       |
| 3    | Thomas Lurz                   | Allemagne      | + 1,8 s       |
| 4    | Chad Ho                       | Afrique du Sud | + 3,3 s       |
| 5    | Jarrod Poort                  | Australie      | + 3,9 s       |
| 6    | Samuel De Bona                | Brésil         | + 4,5 s       |
| 7    | Ivan Alejandro Enderica Ochoa | Équateur       | + 6,3 s       |
| 8    | Sergueï Bolchakov             | Russie         | + 6,4 s       |
| 9    | Damien Cattin Vidal           | France         | + 8,0 s       |
| 9    | Igor Chervynskyi              | Ukraine        | + 8,0 s       |

### 10 km
| Rang | Nom                    | Pays       | Temps / Écart     |
| ---- | ---------------------- | ---------- | ----------------- |
| 1    | Poliana Okimoto Cintra | Brésil     | 1 h 58 min 19 s 2 |
| 2    | Ana Marcela Cunha      | Brésil     | + 0,3 s           |
| 3    | Angela Maurer          | Allemagne  | + 1,0 s           |
| 4    | Kalliopi Araouzou      | Grèce      | + 2,1 s           |
| 5    | Anna Olasz             | Hongrie    | + 3,2 s           |
| 6    | Ophélie Aspord         | France     | + 4,0 s           |
| 6    | Fang Yanqiao           | Chine      | + 4,0 s           |
| 8    | Rebecca Wilke Mann     | États-Unis | + 4,2 s           |
| 8    | Eva Risztov            | Hongrie    | + 4,2 s           |
| 10   | Christine Jennings     | États-Unis | + 4,4 s           |

| Rang | Nom                 | Pays           | Temps / Écart     |
| ---- | ------------------- | -------------- | ----------------- |
| 1    | Spyrídon Gianniótis | Grèce          | 1 h 49 min 11 s 8 |
| 2    | Thomas Lurz         | Allemagne      | + 2,7 s           |
| 3    | Oussama Mellouli    | Tunisie        | + 7,4 s           |
| 4    | Damien Cattin Vidal | France         | + 8,0 s           |
| 5    | Richard Weinberger  | Canada         | + 8,1 s           |
| 6    | Ferry Weertman      | Pays-Bas       | + 8,5 s           |
| 7    | Allan do Carmo      | Brésil         | + 14,4 s          |
| 8    | Chad Ho             | Afrique du Sud | + 14.5 s          |
| 9    | Christian Reichert  | Allemagne      | + 15,0 s          |
| 10   | Guillermo Bertola   | Argentine      | + 16,6 s          |

### 25 km
| Rang | Nom                         | Pays       | Temps / Écart     |
| ---- | --------------------------- | ---------- | ----------------- |
| 1    | Martina Grimaldi            | Italie     | 5 h 07 min 19 s 7 |
| 2    | Angela Maurer               | Allemagne  | + 0 s 1           |
| 3    | Eva Fabian                  | États-Unis | + 0 s 7           |
| 4    | Alice Franco                | Italie     | + 3 s 2           |
| 5    | Ana Marcela Cunha           | Brésil     | + 3 s 7           |
| 6    | Christine Jennings          | États-Unis | + 12 s 6          |
| 7    | Margarita Dominguez Cabezas | Espagne    | + 4 min 35 s 8    |
| 8    | Yumi Kida                   | Japon      | + 9 min 06 s 0    |
| 9    | Lei Shan                    | Chine      | + 9 min 34 s 6    |
| 10   | Alexandra Sokolova          | Russie     | + 10 min 54 s 7   |

| Rang | Nom                     | Pays       | Temps / Écart     |
| ---- | ----------------------- | ---------- | ----------------- |
| 1    | Thomas Lurz             | Allemagne  | 4 h 47 min 27 s 0 |
| 2    | Brian Ryckeman          | Belgique   | + 0 s 4           |
| 3    | Evgeny Drattsev         | Russie     | + 1 s 1           |
| 4    | Alexander Maxwell Meyer | États-Unis | + 1 s 2           |
| 5    | Allan do Carmo          | Brésil     | + 3 s 1           |
| 6    | Spyridon Gianniotis     | Grèce      | + 4 s 3           |
| 7    | Simone Ruffini          | Italie     | + 15 s 7          |
| 8    | Guillermo Bertola       | Argentine  | + 17 s 8          |
| 9    | Philippe Guertin        | Canada     | + 1 min 19 s 8    |
| 10   | Jan Posmourny           | Tchéquie   | + 1 min 26 s 4    |

### 5 km par équipes
| \| Rang \| Nom \| Temps / Écart \| \| ---- \| ------------------------------------------------------------- \| ------------------------------------------------------- \| \| 1 \| Allemagne Christian Reichert Thomas Lurz Isabelle Härle \| 52 min 54 s 9 52 min 51 s 1 52 min 52 s 9 52 min 54 s 9 \| \| 2 \| Grèce Spyridon Gianniotis Antonios Fokaidis Kalliopi Araouzou \| 54 min 3 s 3 54 min 0 s 9 54 min 1 s 5 54 min 3 s 3 \| \| 3 \| Brésil Allan Do Carmo Samuel De Bona Poliana Okimoto Cintra \| 54 min 3 s 5 54 min 2 s 54 min 3 s 3 54 min 3 s 5 \| \| 4 \| Australie Simon Huitenga Jarrod Poort Melissa Gorman \| 54 min 16 s 1 54 min 15 s 5 54 min 15 s 8 54 min 16 s 1 \| \| 5 \| Italie Simone Ercoli Luca Ferretti Rachele Bruni \| 54 min 34 s 54 min 32 s 3 54 min 32 s 7 54 min 34 s 0 \| \| 6 \| États-Unis Andrew Gemmell Sean Ryan Haley Anderson \| 54 min 44 s 7 54 min 42 s 4 54 min 43 s 1 54 min 44 s 8 \| \| 7 \| France Damien Cattin Vidal Bertrand Venturi Aurélie Muller \| 55 min 26 s 3 55 min 25 s 8 55 min 26 s 1 55 min 26 s 3 \| \| 8 \| Russie Evgeny Drattsev Kirill Abrosimov Elizaveta Gorshkova \| 56 min 8 s 7 56 min 6 s 9 56 min 8 s 6 56 min 8 s 7 \| \| 9 \| Hongrie Mark Papp Eva Risztov Anna Olasz \| 56 min 9 s 4 56 min 5 s 8 56 min 7 s 6 56 min 9 s 4 \| \| 10 \| Nouvelle-Zélande Kane Radford Cara Baker Phillip Ryan \| 56 min 12 s 56 min 8 s 6 56 min 11 s 7 56 min 12 s \| |                                                               |                                                         |
| Rang | Nom                                                           | Temps / Écart                                           |
| 1 | Allemagne Christian Reichert Thomas Lurz Isabelle Härle       | 52 min 54 s 9 52 min 51 s 1 52 min 52 s 9 52 min 54 s 9 |
| 2 | Grèce Spyridon Gianniotis Antonios Fokaidis Kalliopi Araouzou | 54 min 3 s 3 54 min 0 s 9 54 min 1 s 5 54 min 3 s 3     |
| 3 | Brésil Allan Do Carmo Samuel De Bona Poliana Okimoto Cintra   | 54 min 3 s 5 54 min 2 s 54 min 3 s 3 54 min 3 s 5       |
| 4 | Australie Simon Huitenga Jarrod Poort Melissa Gorman          | 54 min 16 s 1 54 min 15 s 5 54 min 15 s 8 54 min 16 s 1 |
| 5 | Italie Simone Ercoli Luca Ferretti Rachele Bruni              | 54 min 34 s 54 min 32 s 3 54 min 32 s 7 54 min 34 s 0   |
| 6 | États-Unis Andrew Gemmell Sean Ryan Haley Anderson            | 54 min 44 s 7 54 min 42 s 4 54 min 43 s 1 54 min 44 s 8 |
| 7 | France Damien Cattin Vidal Bertrand Venturi Aurélie Muller    | 55 min 26 s 3 55 min 25 s 8 55 min 26 s 1 55 min 26 s 3 |
| 8 | Russie Evgeny Drattsev Kirill Abrosimov Elizaveta Gorshkova   | 56 min 8 s 7 56 min 6 s 9 56 min 8 s 6 56 min 8 s 7     |
| 9 | Hongrie Mark Papp Eva Risztov Anna Olasz                      | 56 min 9 s 4 56 min 5 s 8 56 min 7 s 6 56 min 9 s 4     |
| 10 | Nouvelle-Zélande Kane Radford Cara Baker Phillip Ryan         | 56 min 12 s 56 min 8 s 6 56 min 11 s 7 56 min 12 s      |

## Tableau des médailles
| Rang  | Nation     | Or | Argent | Bronze | Total |
| ----- | ---------- | -- | ------ | ------ | ----- |
| 1     | Allemagne  | 2  | 2      | 2      | 6     |
| 2     | Brésil     | 1  | 2      | 2      | 5     |
| 3     | Grèce      | 1  | 1      | 0      | 2     |
| 4     | Tunisie    | 1  | 0      | 1      | 2     |
| 4     | États-Unis | 1  | 0      | 1      | 2     |
| 6     | Italie     | 1  | 0      | 0      | 1     |
| 7     | Belgique   | 0  | 1      | 0      | 1     |
| 7     | Canada     | 0  | 1      | 0      | 1     |
| 9     | Russie     | 0  | 0      | 1      | 1     |
| Total | Total      | 7  | 7      | 7      | 21    |